# Împăratul Go-Yōzei
Împăratul Go-Yōzei (japoneză 後陽成天皇; 31 decembrie 1572 - 25 septembrie 1617) a fost al 107-lea împărat al Japoniei,  potrivit ordinii tradiționale de succesiune.